# Команьча (гмина)
Команьча (пол. Komańcza) — сельская гмина (волость) в Польше, входит как административная единица в Санокский повет, Подкарпатское воеводство. Население — 5139 человек (на 2004 год).

## Демография
| Перепись                       | Всего   | Всего | Женщины | Женщины | Мужчины | Мужчины |
| ------------------------------ | ------- | ----- | ------- | ------- | ------- | ------- |
| Единицы                        | человек | %     | человек | %       | человек | %       |
| Население                      | 5139    | 100   | 2514    | 48,9    | 2625    | 51,1    |
| Плотность населения (чел./км²) | 11,3    | 11,3  | 5,5     | 5,5     | 5,8     | 5,8     |

## Сельские округа
1. Должыца
2. Чистогарб
3. Команьча
4. Лупкув
5. Микув
6. Мощанец
7. Радошице
8. Жепедзь
9. Смольник
10. Щавне
11. Тужаньск
12. Вислок-Вельки
13. Воля-Михова
14. Высочаны

## Соседние гмины
1. Гмина Балигруд
2. Гмина Буковско
3. Гмина Цисна
4. Гмина Дукля
5. Гмина Рыманув
6. Гмина Загуж
7. Словацья
8. Край-прешовски
9. Радошице